# Filofrósine

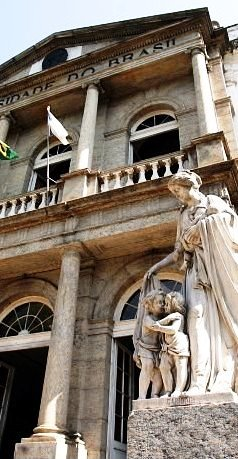
Estátua de Filofrósine na entrada do Instituto de Ciências Econômicas da UFRJ, no Rio de Janeiro.

Na mitologia grega, Filofrósine (em grego Φιλοφροσυνη) é a deusa da compaixão e das virtudes. É filha primogênita da união entre a graça Aglaia com o deus-olímpico Hefesto (enquanto os dois eram casados). Filofrósine é irmã das trigêmeas Eufeme, Eutenia e Eucleia.